# The Dead Daisies (album)
The Dead Daisies è il primo album in studio dell'omonimo supergruppo statunitense, pubblicato nel 2013 dalla Spitfire Records.

## Descrizione
È il disco d'esordio della band, fondata dagli ex Guns'n'Roses, Richard Fortus, Dizzy Reed e Frank Ferrer, da Jon Stevens (ex INXS), da David Lowy (ex Red Phonenix), e da Darryl Jones (ex Steps Ahead).

## Tracce
1. It's Gonna Take time – 3:15
2. Lock and Load – 3:52
3. Washington – 4:45
4. Yeah Yeah Yeah – 5:46
5. Yesterday – 4:52
6. Writing on the Wall – 8:33
7. Miles in front of me – 4:19
8. Bible Row – 6:57
9. man Overboard
10. Tomorrow – 7:02
11. Can't Fight This Feeling
12. talk To Me – 11:21

## Formazione
- Jon Stevens, voce
- David Lowy, chitarra
- Richard Fortus, chitarra
- Dizzy Reed, tastiera
- Darryl Jones, basso
- Frank Ferrer, batteria